# Soap Opera Digest Award
Der Soap Opera Digest Award ist ein US-Fernsehpreis der Programmzeitschrift Soap Opera Digest.

## Geschichte
Erstmals vergeben wurde der Preis im Jahr 1984. Vorgänger dieser Auszeichnung waren die weniger aufwendigen Soapy Awards, die seit 1977 vergeben wurden.
Der Soap Opera Digest Award soll gute schauspielerische Darbietungen von in den Seifenopern wirkenden Schauspielern küren. Die Abstimmung der Gewinner erfolgt von den Lesern der Zeitschrift.
Die Erstausstrahlung im US-Fernsehen war 1984. Sie wurde von David Hasselhoff und seiner damaligen Ehefrau Catherine Hickland präsentiert.
In den ersten beiden Jahren wurden die Gewinner wie auch die Nominierten von den Lesern gewählt. Dies führte dazu, dass die Seifenoper Zeit der Sehnsucht in fast allen Kategorien alles abräumte. Vom dritten Jahr an übernahm daher die Redaktion der Zeitschrift die Nominierung.
In den Jahren 2002 und 2004 wurden keine Auszeichnungen verliehen.

## Statue
Die Statue selbst ist aus Kristall geformt und herzförmig.